# Extra Texture (Read All About It)
Extra Texture (Read All About It) è il sesto album solista di George Harrison.
Presosi una pausa dopo il fallimentare tour nordamericano del 1974, Harrison tornò in studio per rispettare il suo contratto con la Apple Records che gli richiedeva un ultimo album. A questo va riferito il simpatico scherzo in copertina: la mela (simbolo dell'etichetta Apple Records) è ridotta a un torsolo.
L'album segna un discreto miglioramento rispetto a Dark Horse, ma per molti critici è ancora sotto la media: sembra quasi che il principale obiettivo di George fosse liberarsi prima possibile della sua vecchia etichetta.
Ciononostante l'album vendette abbastanza bene (8º posto negli USA, 16º in Gran Bretagna), così come il singolo You (top 20 negli USA, top 40 in Gran Bretagna). In realtà la popolarità di Harrison era in caduta libera. Questo non pare interessasse più di tanto all'ex-Beatle, che si prendeva gioco di sé stesso. Sulla copertina, infatti, è possibile leggere "OHNOTHIMAGEN" (che si pronuncia come "Oh, not him again!" - "Oh no, non di nuovo lui!").
Tra gli album solisti della carriera post-Beatles di Harrison, Extra Texture è l'unico disco a non contenere nessun messaggio spirituale nei testi delle canzoni. Inoltre, venne registrato principalmente negli Stati Uniti piuttosto che in Inghilterra. Gary Wright, David Foster, Jim Keltner, Jesse Ed Davis, Leon Russell, Tom Scott, Billy Preston e Jim Horn furono tra i molti musicisti che suonarono nel disco. Gli arrangiamenti dei brani incorporano elementi di musica soul e risentono dell'influenza di Smokey Robinson, segnando un ulteriore distacco dalle sonorità rock e folk rock dei precedenti album di Harrison.
Nonostante il responso negativo dalla maggior parte della critica, Extra Texture venne certificato disco d'oro dalla Recording Industry Association of America a due mesi dalla pubblicazione. Il disco produsse il singolo di successo in stile Motown You, canzone originariamente incisa a Londra nel 1971 con la co-produzione di Phil Spector. L'album include inoltre This Guitar (Can't Keep from Crying), brano che è sia un sequel di While My Guitar Gently Weeps del 1968, sia una risposta da parte di Harrison ai suoi detrattori.
L'album è stato ristampato su CD nel 1992, e nel 2014 in un'edizione rimasterizzata all'interno del box set The Apple Years 1968-75.

## Il disco

### Origine e storia
Nel numero del 13 febbraio 1975, Rolling Stone derise criticandolo aspramente il Dark Horse Tour di Harrison & Ravi Shankar del novembre-dicembre 1974, definendo inoltre "disastroso" anche l'album accompagnatorio Dark Horse. Precedentemente considerato l'ex-Beatle dalla carriera solista migliore, Harrison aveva recentemente scontentato molti fan e critici con i suoi ultimi lavori, non ritenuti all'altezza degli album del periodo 1970-73. In aggiunta, a causa dei molteplici impegni lavorativi, egli contrasse una laringite che gli compromise la voce. Sebbene Dark Horse avesse venduto abbastanza bene in America, almeno inizialmente, il disco fallì l'entrata in classifica nei top 50 in Gran Bretagna.
Nonostante le dichiarazioni di Harrison a tour in corso circa il fatto che le recensioni negative da parte della stampa lo rendevano soltanto più determinato, le critiche lo colpirono nel profondo, aggiungendosi ai patemi d'animo per la fine del suo matrimonio con Pattie Boyd.
Extra Texture (Read All About It) nacque principalmente come ultimo disco da consegnare alla Apple Records come da contratto, prima di potersi liberare dagli obblighi contrattuali con l'etichetta. Harrison iniziò a lavorare all'album mentre si trovava a Los Angeles per supervisionare alcuni progetti per la Dark Horse Records, uno dei quali, il gruppo Splinter, non fu disponibile a prendere parte alle sessioni in studio già prenotate per loro presso gli A&M Studios. Così Harrison decise di registrare egli stesso nelle sedute vacanti.

### Contenuti

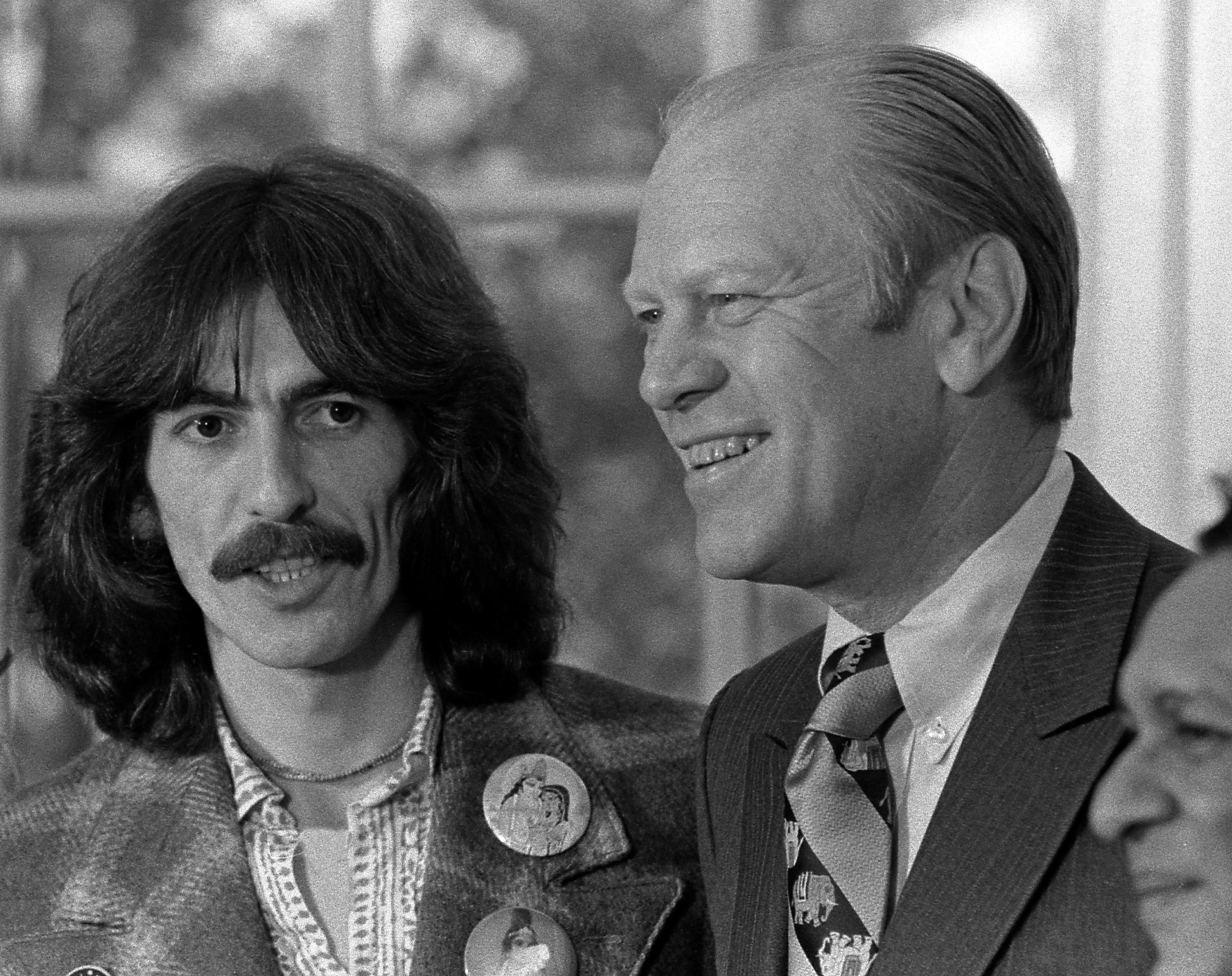
Harrison, il Presidente Gerald Ford e Ravi Shankar alla Casa Bianca nel dicembre 1974, verso la fine del tour

Scrivendo per la rivista Rolling Stone nel 2002, Mikal Gilmore commentò che "la crisi [di Harrison] di metà anni settanta lo cambiò", e che la depressione fu un fattore chiave. La depressione permeò molte delle canzoni composte da Harrison in questo periodo, stato d'animo che non venne aiutato dalla sua abitudine dell'epoca di bere alcolici in maniera smodata e di abusare di cocaina. Dal punto di vista testuale, tracce come The Answer's at the End, This Guitar (Can't Keep from Crying), World of Stone e Grey Cloudy Lies sono tutte scevre da qualsiasi riferimento all'Induismo – e sembrano invece chiedere compassione all'ascoltatore. Secondo l'autore e teologo Dale Allison, Extra Texture è "il solo album di Harrison che non contiene nessuna dichiarazione teologica positiva". Allison aggiunge che la sua "confusa malinconia" fornisce un netto contrasto ai proclami spirituali dei precedenti All Things Must Pass (1970) e Living in the Material World (1973). Il distacco e la disillusione di Harrison verso la coscienza di Kṛṣṇa risultano evidenti in World of Stone, ma un uguale scoramento è presente in Grey Cloudy Lies, brano che Harrison descrisse a Paul Gambaccini nel settembre 1975: "una canzone depressa, di quelle che si scrivono alle 4 del mattino". Questa stessa canzone, include nel testo la strofa: «Now I only want to be / With no pistol at my brain» ("Ora voglio solo essere / senza nessuna pistola alla testa"), affermazione che fece addirittura pensare a un possibile riferimento suicida dell'autore.
George iniziò a comporre World of Stone, Grey Cloudy Lies e la canzone d'amore soul-pop Can't Stop Thinking About You nel 1973. L'idea per This Guitar (Can't Keep from Crying) risale al Natale 1974 alle Hawaii, dove Harrison era in vacanza con la nuova compagna (e futura moglie) Olivia Arias, all'epoca segretaria presso gli uffici di Los Angeles della Dark Horse Records. La canzone è il seguito della celebre While My Guitar Gently Weeps dei Beatles, ma il testo è anche una replica alle tante critiche, specialmente a quelle dei recensori della rivista Rolling Stone, che ultimamente lo avevano letteralmente massacrato.
Tired of Midnight Blue fu composta a Los Angeles, dove Harrison rimase per gran parte del 1975 a causa di affari correlati alla Dark Horse Records. Nella sua autobiografia del 1980, I, Me, Mine, egli scrisse che il testo della canzone verteva sul suo "stato d'animo depressivo" dopo una serata trascorsa in un club di Los Angeles con un "gruppo di brutte persone dai capelli grigi". Come esempio della cifra stilistica del disco, orientato verso la soul music, venne composta Ooh Baby (You Know That I Love You) quale primo dei due omaggi di Harrison a Smokey Robinson, artista ammirato dai Beatles fin dai primi anni sessanta. Il secondo "tributo" a Robinson sarà la traccia Pure Smokey, inclusa nell'album Thirty Three & 1/3 del 1976.
Parte del testo di The Answer's at the End proveniva, come nel caso della precedente Ding Dong, Ding Dong sull'album Dark Horse, da un'iscrizione lasciata su un muro dall'eccentrico primo proprietario di Friar Park, Sir Frank Crisp. Questo aforisma, iniziando con le parole "Scan not a friend with a microscopic glass", era rimasto impresso in mente a Harrison sin da quando egli aveva acquistato la proprietà nel 1970, e la canzone venne interpretata da alcuni come un commento alla sua difficile relazione con l'ex compagno di gruppo nei Beatles, Paul McCartney.
Oltre a queste composizioni, Harrison rivisitò due registrazioni rimaste inutilizzate: You, brano in stile Motown, e His Name Is Legs (Ladies and Gentlemen), che aprono e chiudono l'album rispettivamente. Co-prodotta insieme a Phil Spector a Londra, You era tra le tracce base incise nel febbraio 1971 per il progetto di un album solista di Ronnie Spector mai concretizzatosi. Brano dal testo minimale, praticamente costituito dalla sola parola "You" ("tu"), era stato espressamente composto per l'estensione vocale della signora Spector, e la voce della donna è ancora udibile in sottofondo nella traccia riutilizzata da Harrison per l'album. Del pezzo è presente anche una breve "reprise" all'inizio della seconda facciata dell'LP, con il titolo A Bit More of You. Invece His Name Is Legs era stata registrata nello studio di registrazione casalingo di Harrison a Friar Park, poco tempo prima di partire per la tournée del 1974, con Billy Preston, Tom Scott, Willie Weeks e Andy Newmark. In uno scherzo riservato a pochi intimi che infatti pochi ascoltatori furono in grado di capire ed apprezzare, la traccia include un monologo di difficile decifrazione eseguito da "Legs" Larry Smith, ex-membro della Bonzo Dog Doo-Dah Band. L'inclusione di queste due vecchie incisioni fornì qualche brano movimentato in un album altrimenti dominato da lente ballate.

### Registrazione
Le sedute di registrazione si svolsero in parte presso gli studi della A&M Records in La Brea Avenue a Hollywood, dove avevano sede sia gli studi che la casa discografica. Nel corso della primavera e dell'estate 1975, Harrison frequentò regolarmente gli uffici della Dark Horse, situati in un bungalow diviso a metà con la Ode Records, e fu parimenti coinvolto a fondo nella scena musicale di Los Angeles. Poco tempo prima dell'inizio della lavorazione dell'album, egli fu tra gli invitati al party organizzato dai Wings sulla Queen Mary, a Long Beach, dove un "visibilmente teso" George Harrison fu visto socializzare con Paul McCartney per la prima volta sin dallo scioglimento dei Beatles cinque anni prima. Spesso accompagnato dalla Arias, Harrison assistette a concerti di Bob Marley & the Wailers, Smokey Robinson e Santana, incontrando anche Ringo Starr, Billy Preston e Ronnie Wood nel backstage di un concerto dei Rolling Stones al LA Forum. Nuovi amici come Eric Idle furono conosciuti da Harrison quella stessa estate, anche se l'influenza dei Monty Python in Extra Texture si limitò al tono ironico del packaging piuttosto che al contenuto musicale.
Con Norman Kinney come ingegnere del suono, Harrison incise le tracce base delle nuove canzoni tra il 21 aprile e il 7 maggio 1975, iniziando con Tired of Midnight Blue e The Answer's at the End. Tra i musicisti che suonarono nell'album ci furono molti dei precedenti collaboratori di Harrison, inclusi Jim Keltner (batteria), Gary Wright (tastiere), Jesse Ed Davis (chitarra), Klaus Voormann (basso), e Tom Scott, Jim Horn e Chuck Findley (fiati). Insieme a Keltner, il partecipante più assiduo alle sessioni fu un giovane David Foster, allora pianista nel gruppo di Keltner, gli Attitudes, mentre il bassista e cantante della band, Paul Stallworth, contribuì anche lui alle sessioni. Anche Leon Russell e Nicky Hopkins figurano tra gli ospiti speciali nel disco.
Klaus Voormann, amico intimo di Harrison sin dal 1960, trovò "spiacevole" l'atmosfera delle sedute di registrazione; successivamente citò come motivo il pesante consumo di droghe che era abituale nella scena musicale di Los Angeles dell'epoca. Keltner, che descrisse "fraterna" la sua amicizia con Harrison, parlò anche lui della cattiva influenza di Los Angeles su George, che era ancora depresso per il fallimento del suo matrimonio con Pattie Boyd e per le critiche ricevute a proposito del tour del '74. Quando Voormann scelse volontariamente di assentarsi dalle sessioni, Harrison si occupò egli stesso di suonare alcune parti di basso al sintetizzatore.

### Sovraincisioni e missaggio
Dopo una pausa di qualche settimana, le sessioni dedicate alle sovraincisioni iniziarono il 31 maggio agli A&M Studios. Quel giorno, furono aggiunti strumenti alla traccia base strumentale del 1971 di You, incluso un assolo di sassofono (suonato da Horn), tastiere extra e una seconda parte di batteria. Il 2-3 giugno, Scott e Findley sovraincisero i fiati a Ooh Baby e His Name Is Legs. L'arrangiamento degli archi per This Guitar, The Answer's at the End e Can't Stop Thinking About You fu registrato il 6 e 9 giugno. Il missaggio audio finale dell'album venne completato tra luglio e agosto.
La voce di Harrison si era ormai completamente ripresa dagli effetti della laringite, rendendogli possibile cantare in falsetto e l'indulgere in canti stile gospel.

### Copertina e grafica
Il design dell'album venne affidato al grafico della Capitol Records, Roy Kohara. Harrison fornì qualche bozzetto e qualche idea per l'artwork del disco, adottando un tono ironico. La copertina di colore arancione in cartone ruvido ha il titolo dell'album ritagliato sul cartoncino intorno alle parole "EXTRA TEXTURE" scritte in diagonale, attraverso le quali si scorge un inserto di colore azzurro con un primo piano di George Harrison con una buffa espressione in volto. Tuttavia, alcune edizioni in vinile presentano le parole come un semplice testo blu su sfondo arancione, per ridurre i costi di produzione e stampaggio. La copertina include anche il simbolo Oṃ (ॐ), posizionato sotto il titolo e anch'esso di colore blu. Sul retrocopertina, una foto di Harrison opera di Henry Grossman, scattata durante il tour del 1974.
Visto come un riferimento ironico al declino della Apple Records, l'etichetta creata dai Beatles nel 1968, il logo della Apple è presentato in Extra Texture come un torsolo di mela smangiucchiato. In aggiunta, sulla foto virata in azzurro di Harrison presente come inserto, compare la scritta "OHNOTHIMAGEN" ("Oh not him again") (in italiano: "Oh no, non ancora lui!"), commento ironico da parte di George sulla sua sovraesposizione mediatica nel periodo 1974-75 e il declino della propria popolarità. Il titolo completo del disco è un rimando agli strilloni che erano soliti urlare di leggere le ultime notizie delle edizioni straordinarie dei giornali: «Extra! Extra! Read all about it!» Harrison avrebbe voluto intitolare l'album Ohnothimagen, fino a quando una discussione in studio con Paul Stallworth gli fece cambiare idea suggerendogli l'alternativa del titolo poi effettivamente utilizzato.

## Pubblicazione
Pubblicato a soli nove mesi da Dark Horse, Extra Texture (Read All About It) fu completato più velocemente di qualsiasi altro album della carriera solista post-Beatles di Harrison. La fretta con cui venne realizzato era inusuale per i suoi metodi produttivi, e apparentemente simbolica della sua volontà di riconciliarsi con il pubblico prima di lasciare la EMI/Apple per la A&M Records. Preceduto dal singolo You (B-side: World of Stone), l'album venne pubblicato il 22 settembre 1975 negli Stati Uniti (n. cat. Apple SW 3420) e il 3 ottobre in Gran Bretagna (Apple PAS 10009).
Altra differenza nell'approccio rispetto al passato, fu la scelta di Harrison di supervisionare in prima persona la promozione del nuovo album, almeno nel Regno Unito. Una di queste attività, andata in onda il 6 settembre, fu la sua intervista radiofonica nella quale descriveva traccia per traccia il contenuto del disco con Paul Gambaccini su BBC Radio 1, durante il programma Rockweek. Il giorno stesso, Melody Maker pubblicò un'intervista a Harrison. Sebbene egli ammise in seguito di essersi "sentito molto giù" mentre lavorava al disco, l'intervistatore del Melody Maker trovò che Harrison fosse di buon umore, predicendo un ritorno in piena forma dell'artista per l'anno seguente; «Preferisco essere un ex-Beatle che un ex-Nazi!» egli scherzò, riferendosi alla sua recente e non facile esperienza con il musical John, Paul, George, Ringo ... and Bert. Le altre attività di George verso la fine del 1975 si incentrarono sulla commedia, iniziando con la produzione del singolo The Lumberjack Song dei Monty Python, pubblicato a novembre, e proseguendo con un'ospitata nel programma comico di Eric Idle Rutland Weekend Television, in occasione della puntata natalizia.
Extra Texture raggiunse la posizione numero 8 nella classifica statunitense Billboard Top LPs & Tape il 25 ottobre, mantenendo tale posizione per tre settimane, e venendo certificato disco d'oro dalla Recording Industry Association of America l'11 novembre con vendite totali in USA di poco inferiori alle 700.000 copie. In Gran Bretagna, il disco raggiunse la posizione numero 16 nella Official Albums Chart, alla fine di ottobre. Il singolo You raggiunse la posizione numero 20 nella Billboard Hot 100, mentre in Inghilterra, nonostante il brano fosse stato trasmesso in alta rotazione da Radio 1, la massima posizione raggiunta fu la numero 38, eguagliando quella del singolo Ding Dong, Ding Dong tratto dal precedente Dark Horse. Come secondo singolo estratto dall'album, la Apple pubblicò negli Stati Uniti in dicembre This Guitar (Can't Keep from Crying) (B-side: Māya Love), 45 giri che nel Regno Unito uscì nel febbraio 1976. Ultimo singolo della Apple Records nella sua incarnazione originale, This Guitar non riuscì ad entrare in classifica.

## Tracce
Tutti i brani sono opera di George Harrison.
Lato A
1. You – 3:41
2. The Answer's at the End – 5:32
3. This Guitar (Can't Keep From Crying) – 4:11
4. Ooh Baby (You Know That I Love You) – 3:59
5. World of Stone – 4:40

Lato B
1. A Bit More of You – 0:45
2. Can't Stop Thinking About You – 4:30
3. Tired of Midnight Blue – 4:51
4. Grey Cloudy Lies – 3:41
5. His Name Is Legs (Ladies And Gentlemen) – 5:46

## Formazione
- George Harrison – voce (1–5, 7–10), chitarra acustica ed elettrica (1–10), sintetizzatore ARP (3, 9), sintetizzatore Moog (9), pianoforte (10), cori (1, 2, 7–10)
- David Foster – piano (2, 3, 5, 9), organo (1, 6), ARP (1, 5, 6), pianoforte elettrico (7), tack piano (10), arrangiamento archi (2, 3, 7)
- Gary Wright – organo (2, 5), pianoforte elettrico (1, 4, 6), ARP (3, 7)
- Jim Keltner – batteria (1–9), percussioni (8)
- Jesse Ed Davis – chitarra elettrica (3–5, 7, 9)
- Klaus Voormann – basso (4–5, 7)
- Paul Stallworth – basso (2, 8), cori (7)
- Leon Russell – piano (1, 6, 8)
- Tom Scott – sax (4, 10)
- Chuck Findley – tromba (4, 10), trombone (10)
- Nicky Hopkins – piano (7)
- Jim Horn – sax (1, 6)
- Jim Gordon – batteria (1, 6), percussioni (1, 6)
- Carl Radle – basso (1, 6)
- Billy Preston – pianoforte elettrico (10)
- Willie Weeks – basso (10)
- Andy Newmark – batteria (10)
- Legs Larry Smith – voce (10)
- Ronnie Spector – voce (1)
- Norm Kinney – percussioni (2)

## Accoglienza
| Recensione                    | Giudizio |
| ----------------------------- | -------- |
| AllMusic                      | [ 115 ]  |
| The Rolling Stone Album Guide | [ 116 ]  |
| Blender                       | [ 117 ]  |
| Robert Christgau              | C-       |
| Ondarock                      | [ 119 ]  |
| Mojo                          | [ 120 ]  |
| MusicHound Rock               | [ 121 ]  |
| Uncut                         | [ 122 ]  |
| Music Story                   | [ 123 ]  |

### Recensioni contemporanee
Discutendo dell'accoglienza riservata all'album nel suo libro The Beatles Forever del 1977, Nicholas Schaffner scrisse: "I critici di Harrison, che avevano a lungo trovato insopportabili i suoi sermoni, risposero come tori infuriati davanti a un drappo rosso a Extra Texture, disco che contiene una serie di trattati su come i recensori perdano sempre il significato delle cose. Persino i discepoli più fedeli di Harrison, tendono a considerare l'album macchinoso e senza direzione". Dave Marsh di Rolling Stone, salutò You come un ritorno alla grandezza dello stile di All Things Must Pass, tuttavia, biasimò il resto del disco concludendo con la frase: "Harrison non è più un Beatle, e ce lo ha ricordato più di quanto volessimo. Ma se ha imparato qualcosa da quella esperienza, è che non basta essere un buon chitarrista se non si ha un gruppo valido alle spalle."
Neil Spencer di NME scrisse che "sebbene Extra Texture non potesse considerarsi il ritorno sperato di Harrison alla forma migliore, il disco era comunque anni luce meglio dei suoi ultimi lavori; e proprio come All Things Must Pass sarebbe stato un grande album singolo, così Extra Texture avrebbe potuto essere un 45 giri più che encomiabile." Spencer descrisse il contenuto dell'album "il consueto Harrison triste e funesto che abbiamo imparato a conoscere e temere, solo che questa volta le pene d'amore hanno la precedenza sulle questioni spirituali", e mise in guardia i propri lettori: "L'ho ascoltato, non mi è dispiaciuto, i fan di Hari possono procedere all'acquisto con gioia. Gli altri si avvicinino con cauto ottimismo." Recensendo il disco per Melody Maker, Ray Coleman lo definì "splendido" ed approvò il ritorno di Harrison alle sue influenze musicali dei primi anni sessanta. Coleman lodò in special modo le prime tre tracce del disco.

### Recensioni moderne
Nel suo libro sottotitolato The Beatles' Solo Years, 1970–1980, Robert Rodriguez inserisce Extra Texture in un capitolo dedicato ai peggiori album solisti pubblicati dagli ex-Beatles tra il 1970 e il 1980 – unico disco di Harrison incluso nella lista. Rodriguez scrive: "A dire il vero, Extra Texture contiene alcune buone canzoni; ... ma è tutto il resto dell'album ad essere scialbo e sottotono". Nick DeRiso, co-fondatore del sito musicale Something Else!, incluse il disco nella lista dei cinque peggiori album prodotti da John Lennon, McCartney o Harrison, descrivendolo "un album macabro, inesorabilmente bollito, dove persino il titolo Extra Texture sembra uno scherzo crudele".
Svariati biografi di Harrison hanno una bassa considerazione di Extra Texture; per esempio Alan Clayson lo ha definito "il punto più basso in assoluto della carriera artistica di Harrison" e "un disco fatto per dormire piuttosto che per ballare". Simon Leng scrisse che l'album fu pubblicato con troppa fretta da Harrison, voglioso di rifarsi dopo l'insuccesso di Dark Horse, con il risultato di dare l'impressione di un lavoro "senza anima, fatto su commissione". Oltre al singolo You, entrambi gli autori indicano Tired of Midnight Blue come unica altra traccia decente sul disco. Gary Tillery notò il "sarcastico" titolo dato all'album che è invece in sostanza una collezione di canzoni "depresse", con Grey Cloudy Lies quale traccia più deprimente in assoluto. Harrison stesso indicava Extra Texture tra i suoi lavori peggiori. Parlando alla rivista Musician nel 1987, egli lo liquidò come un "album ignobile" ed aggiunse: "La produzione lascia molto a desiderare, come anche le mie performance; ... Alcune canzoni mi piacciono, ma in retrospettiva non ne sono molto contento."
Tuttavia, l'album ha comunque i propri ammiratori. Greg Kot descrisse Extra Texture "qualcosa di simile a un ritorno alla forma migliore per Harrison". Richard Ginell del sito AllMusic elencò You, The Answer's at the End e This Guitar (Can't Keep from Crying) tra i migliori brani mai scritti da Harrison nella sua carriera post-Beatles, e concluse affermando che l'album era invecchiato meglio rispetto ad altri. Scrivendo nel 2004 per la Rolling Stone Album Guide, Mac Randall definì Extra Texture "un album che inizia bene, e poi si esaurisce a metà strada", mentre John Harris, nella sua recensione del 2011 per la rivista Mojo, lo descrisse "un classico caso di obbligo contrattuale" ma pur sempre un "deciso miglioramento" rispetto a Dark Horse. Più favorevole, Elliot Huntley che ritiene il disco "un ritorno in piena forma" che offre "alcune meravigliose canzoni d'amore, un singolo dalle grandi potenzialità commerciali, e sprazzi del senso dell'umorismo tipico del miglior George Harrison".
Nella sua recensione dell'album per Classic Rock, Paul Trynka scrisse che l'album "non vanta né gli alti né i bassi dei suoi predecessori" ed è "l'opera di un uomo bersagliato dalle critiche". Secondo Trynka, se You "oggi sembra sciocca", canzoni quali World of Stone, Tired of Midnight Blue e Grey Cloudy Lies "sono invecchiate decisamente meglio". Sul sito internet VintageRock, Shawn Perry considera anche lui You una canzone un po' "datata" oggigiorno, e indica in This Guitar e Grey Cloudy Lies i pezzi che meglio hanno resistito al passare del tempo. In un'altra recensione del 2014, per il Lexington Herald-Leader, Walter Tunis scrisse: "[Extra Texture (Read All About It)] è una delizia dall'inizio alla fine, a partire dalla solare orchestrazione pop di You."

## Ristampe
Extra Texture (Read All About It) venne pubblicato in formato Compact Disc nel gennaio 1992. L'album, rimasterizzato, venne ristampato nuovamente nel settembre 2014, sia come parte del cofanetto The Apple Years 1968-75, sia come uscita singola. La ristampa del 2014 include note interne scritte dal produttore radiofonico Kevin Howlett, e come bonus track una nuova versione di This Guitar (Can't Keep From Crying), basata su un nastro demo registrato da Harrison nel 1992 per Dave Stewart. La traccia include sovraincisioni da parte di Stewart, del figlio di Harrison Dhani, di Ringo Starr e della cantante Kara DioGuardi.